# ريتشارد جونسون (مهندس معماري)
ريتشارد جونسون (بالإنجليزية: Richard Johnson)‏ هو مهندس معماري أسترالي، ولد في 1946 في سيدني في أستراليا.